# Chiesa di San Lorenzo (Vallebona)
La chiesa di San Lorenzo è un luogo di culto cattolico situato nel comune di Vallebona, in provincia di Imperia. La chiesa è sede della parrocchia omonima del vicariato di Bordighera e Valle Nervia della diocesi di Ventimiglia-San Remo.

## Storia e descrizione

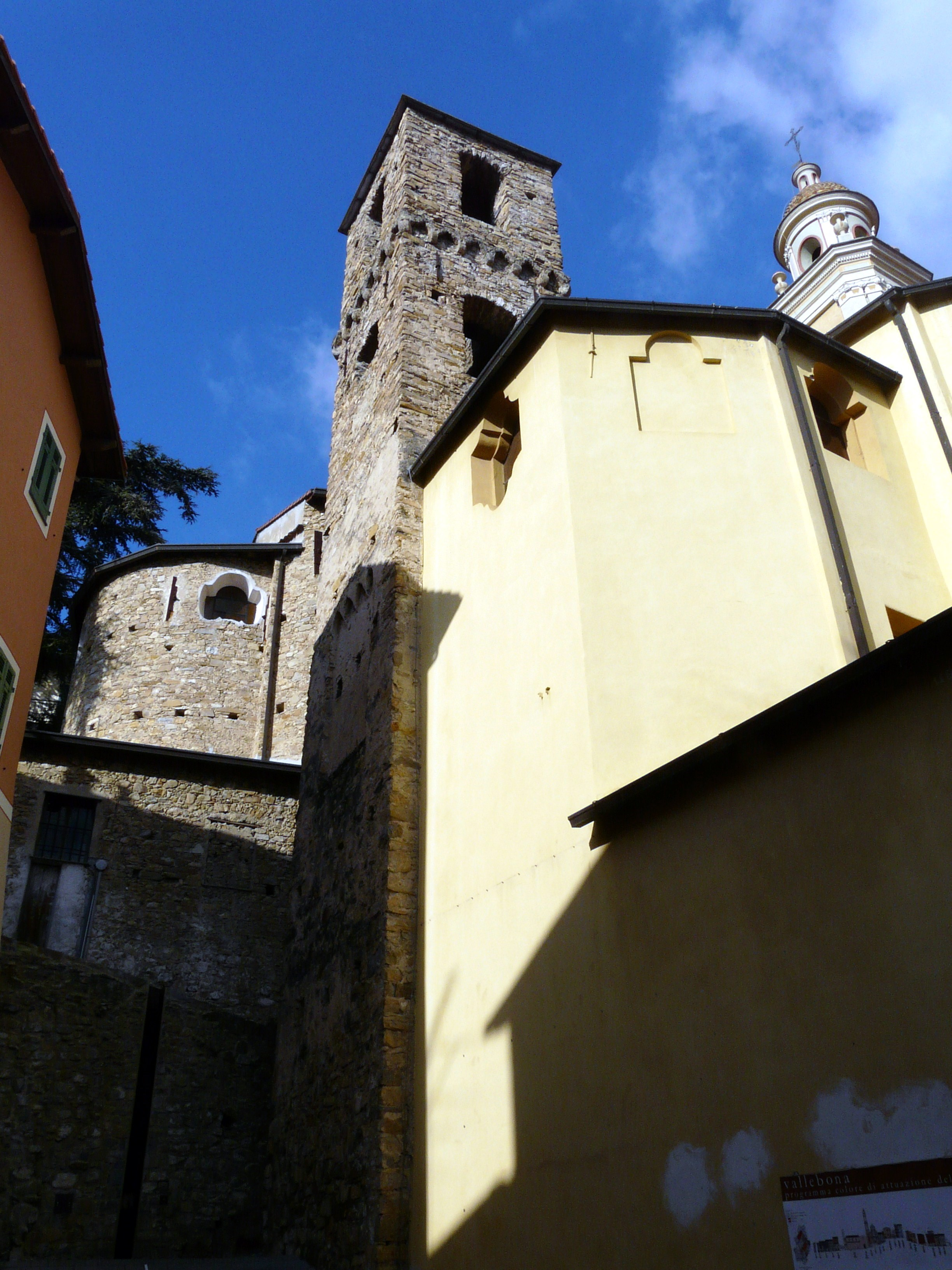
La zona absidale e il quadrato campanile del XIII secolo

Anticamente sul sito dell'odierna parrocchiale esisteva in epoca romana un tempio pagano dedicato alla dea Diana. Con l'opera di cristianizzazione della valle intorno all'anno mille, portata a compimento dai monaci benedettini dell'abbazia di Lerino, il sito venne convertito in luogo di culto cristiano con un primo edificio datato al XIII secolo e intitolato a san Lorenzo martire e diacono. Di questa epoca rimane la testimonianza dell'attiguo torre campanaria in pietra a vista e dalla forma quadrata.
Trecento anni dopo, nel 1460, sotto la guida pastorale di don Francesco Corrubeus, la popolazione di Vallebona da inizio ad un'opera di restauro e ampliamento della chiesa che assume le forme architettoniche dello stile romanico. Fu il vescovo di Ventimiglia monsignor Stefano de Robis, con atto del 1467, ad elevarla al titolo di rettoria. Al 17 maggio 1705 risale la consacrazione solenne dell'edificio da parte del vescovo ventimigliese monsignor Ambrogio Spinola alla presenza, oltre la popolazione vallebonese e del territorio, anche i rappresentanti del clero della Magnifica Comunità degli Otto Luoghi.
Furono i progetti presentati dagli architetti Bonsignore di Ventimiglia e Bettini di Breglio a tramutare la struttura, con l'avvio nel 1720, nelle attuali forme barocche; un'opera di trasformazione degli interni, soprattutto le stuccature e le rifiniture, portate a compimento nel 1880. I lavori videro la demolizione degli antichi pilastri, delle navate, della volta, la sopraelevazione delle murature, il consolidamento generale degli interni e la costruzione ex nova della volta e zona absidale. Quest'ultima fu al centro di una polemica con la confraternita del Santo Spirito, proprietaria del vano adiacente al muro della chiesa e sede della stessa dalla prima metà del XVI secolo, che riuscì ad impedirne la totale demolizione. Il vano "risparmiato" è l'attuale sacristia della parrocchiale.
Nella facciata, realizzata nelle forme finali nel 1841, è presente il portale ogivale in ardesia con l'iscrizione 1458 che farebbe riferimento alla prima trasformazione del sito. Tra le opere d'arte il dipinto di Giulio De Rossi raffigurante l'Adorazione del Santissimo Sacramento, datato al 1550.